# Per Hedenberg
Per-Olof Hedenberg, framförallt känd som Per Hedenberg, född 17 maj 1936 i Mölndal, död 22 november 2023 i Mölndal, var en svensk roddare. Han tävlade för Mölndals RK.
Hedenberg tävlade för Sverige vid olympiska sommarspelen 1960 i Rom. Han var en del av Sveriges lag som blev oplacerade i åtta med styrman.